# برود فیلدز، سنت متیوز، کنتاکی
برود فیلدز (به انگلیسی: Broad Fields) یک منطقهٔ مسکونی در ایالات متحده آمریکا است که در شهرستان جفرسون، کنتاکی واقع شده‌است. برود فیلدز ۰٫۲ کیلومتر مربع مساحت و ۲۵۰ نفر جمعیت دارد و ۱۶۵ متر بالاتر از سطح دریا واقع شده‌است.